# 안병소
안병소(安炳昭 또는 安柄玿, 1908년 ~ 1979년 3월 6일)은 대한민국의 바이올리니스트이자 지휘자이다.

## 생애
서울에서 태어났다. 예술가의 집안에서 태어난 그는 16세 때 양정고등보통학교로 옮긴 다음 청년회관에서 데뷔하였다. 1934년 독일로 건너가 베를린음악대학 바이올린과를 졸업하고 바이올린 제작법 연구에 몰두하였다. 1936년에 리하르트 슈트라우스가 지휘한 1936년 하계 올림픽 축하연주회에서 제1바이올린을 담당하기도 했으며, 1938년 귀국하여 부민관에서 제1회 귀국독주회를 가졌다. 이후 만주 신경음악원 교향악단 독주자 및 악장직을 거쳐, 1939년엔 '안병소 현악 4중주단'을 조직했고, 연악원(硏樂院)을 설립하는 등 여러 교향악단을 지휘했다. 또 한국 연주가협회 위원장. 한국음협 최고위원을 역임하고, 1961년에 한국현악합주단을 조직하기도 했다. 계정식과 함께 유능한 바이올리니스트를 많이 배출했다.